# Allocosa utahana
Espèce
Allocosa utahana est une espèce d'araignées aranéomorphes de la famille des Lycosidae.

## Distribution
Cette espèce est endémique des États-Unis. Elle se rencontre en Utah et au Nouveau-Mexique.

## Étymologie
Son nom d'espèce lui a été donné en référence au lieu de sa découverte, l'Utah.

## Publication originale
- Dondale & Redner, 1983 : The wolf spider genus Allocosa in North and Central America (Araneae: Lycosidae). Canadian Entomologist, vol. 115, no 8, p. 933-964.